# FC Zirl
Der FC Zirl ist ein österreichischer Fußballverein aus der Marktgemeinde Zirl im Bezirk Innsbruck-Land in Tirol und wurde 1949 als SV Zirl gegründet. Die Kampfmannschaft spielt in der Tiroler Liga.

## Geschichte
Der Schiklub Zirl wurde am 1. Oktober 1928 gegründet, aus dem der Sportverein Zirl 1948 entstand.

## Männerfußball
Geschichte
Anfang der 1950er Jahre spielte der Verein mit dem Namen SV Zirl, später unter SK Zirl, in der 1. Klasse Innsbruck. Ende der 1980er Jahre war er in der Landesliga West und stieg 1991 in die Gebietsliga West ab. Ab Mitte der 1990er Jahre nahm er wieder an der Landesliga West teil. Anschließend wurde die Fußballsektion des SK Zirl unabhängig und benannte sich am 24. Juni 2006 laut Vereinsregisterauszug in FC Zirl um. Mit einem zweiten Platz in der Landesliga West 2012/13 qualifizierte sich der Fußballclub für die Tiroler Liga. In der Saison 2014/15 musste der Verein absteigen. In der nächsten Saison gewann man überlegen die Landesliga West. Als drittplatzierte Mannschaft qualifizierten sich die Zirler 2019 für die Regionalliga Tirol. 2020/21 spielt Zirl in der Tiroler Liga.
Titel und Erfolge
- 1 × Drittligateilnahme (Regionalliga Tirol): 2019/20

## Frauenfußball
Geschichte
Die Frauenmannschaft des SK Zirl stieg 1997 in die Regionalliga West, eine Liga der damaligen zweiten Leistungsstufe auf und wurde 1998 Meister. Im Frauenfußballcup nahm das Team 1998, 1999, 2000 und 2001 teil, kam aber nicht über die 2. Cuprunde hinaus. Aufgrund der finanziellen Situation des Vereins löste sich das Team 2007 auf.
Titel und Erfolge
- 1 × Meister der Regionalliga West: 1998
- 11 × Zweitligateilnahmen: 1996/97 bis 2005/06 (Regionalliga West), 2006/07 (2. Division West)